# Pamela Kyle Crossley
Pamela Kyle Crossley (nascida em 18 de novembro de 1955) é uma historiadora especializada em História Global e História Moderna da China, professora da Dartmouth College e membro da Dartmouth Society of Fellows.

## Biografia
Crossley nasceu na cidade de Lima, em Ohio, nos Estados Unidos da América no ano de 1955. Ela cursou o ensino médio em Emmaus, na Pensilvânia. Depois de concluir esta etapa, ela trabalhou como assistente editorial e redatora de textos sobre temas ambientais para a Rodale Press.
Em 1977, ela se formou no Swarthmore College, onde foi editora-chefe do The Phoenix.Lá, ela foi aluna de Lillian M. Li e Bruce Cumings. Sua trajetória na pós-graduação, em nível de mestrado, na Universidade da Pensilvânia, contou com a orientação de Hilary Conroy na dissertação. Mais tarde, em nível de doutorado, cursado na Universidade de Yale, ela foi aluna de Yu Ying-shih e Parker Po-fei Huang e escreveu sua tese sob a orientação de Jonathan D. Spence.
No ano de 1985, Crossley ingressou no corpo docente do Dartmouth College em Hanover, New Hampshire. Ela foi uma das primeiras estudiosas a escrever em inglês com base na pesquisa histórica de documentos em língua manchu, no campo da história do Império Qing. Mais especialistas posteriormente adotaram essa prática.
Crossley foi bolsista do Museu Guggenheim e do The National Endowment for the Humanities. Além disso foi ganhadora do Prêmio do Livro da Associação de Estudos Asiáticos Joseph Levenson por A Translucent Mirror. Os alunos de Dartmouth concederam-lhe o Prêmio Goldstein de licenciatura.
Crossley reside em Norwich, em Vermont.

## Publicações

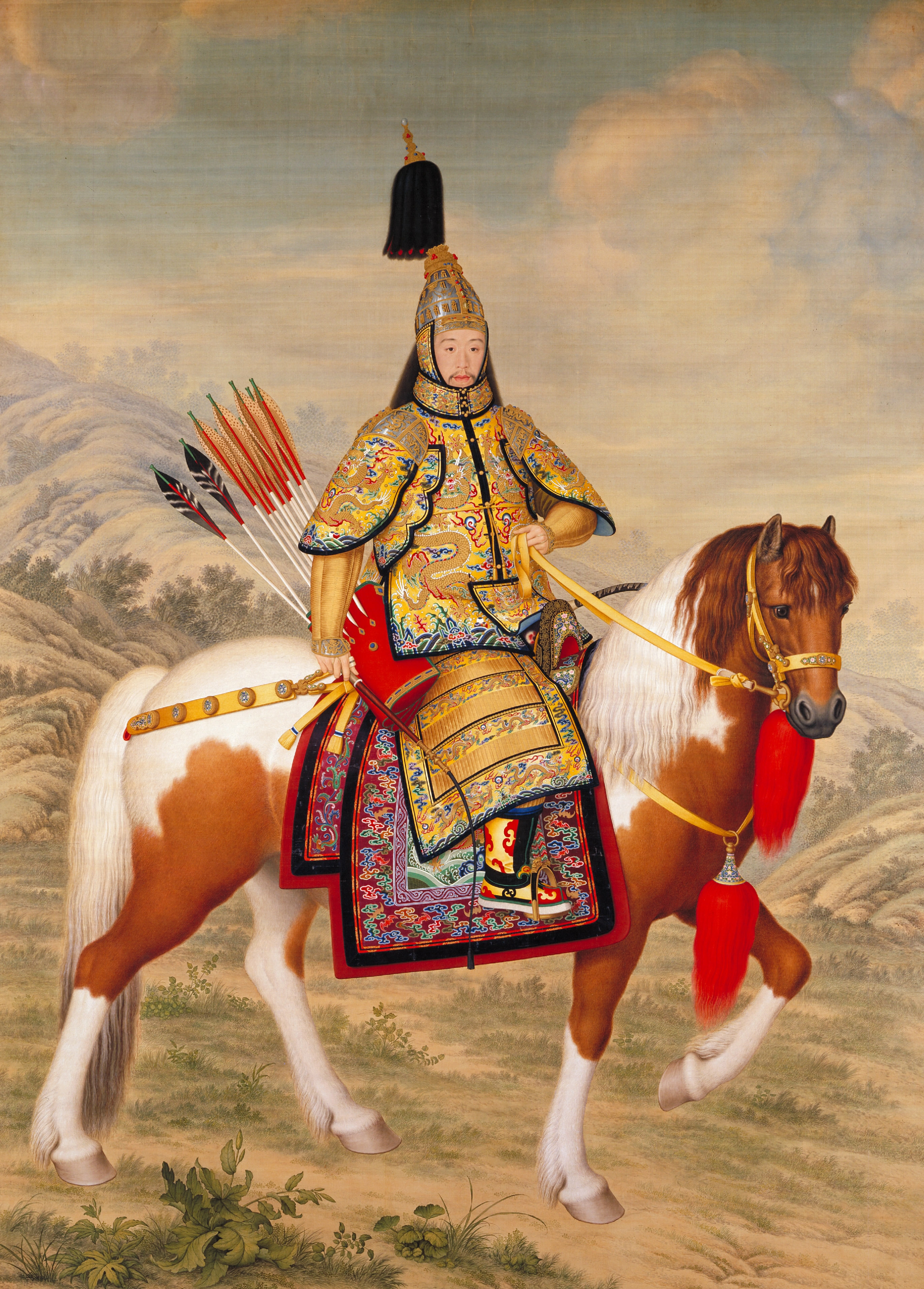
Imperador Qianlong, líder político e militar da sociedade na qual Pamela Crossley é especialista.

Crossley publicou The Wobbling Pivot: China Since 1800, An Interpretive History, livro que analisa a resiliência e a coerência das comunidades locais chinesas como base interpretativa para o estudo da transição entre a era tardia e a era moderna do Império da China.
Em 2008, Crossley publicou What is Global History? (Polity Press, 2008), um livro que se tornou popular nos cursos de história. A obra examina as estratégias narrativas na escrita da história global. Integra a série de livros introdutórios, curtos e altamente didáticos, no estilo de What is History? (O que é História, em português) de EH Carr.
Os livros de Crossley sobre a história chinesa incluem: Guerreiros Órfãos: Três Gerações Manchu e o Fim do Mundo Qing (Princeton University Press, 1990) e Os Manchus (Blackwells Publishers, 1997); Um Espelho Translúcido: História e Identidade na Ideologia Imperial Qing (University of California Press, 1999). Ela também é coautora de The Earth and its Peoples e Global Society: The World since 1900. Seus trabalhos apareceram em duas séries de livros da Cambridge University Press, na área de História. Seu textos foram publicados tanto em periódicos acadêmicos quanto em revistas de alta circulação como London Review of Books, Wall Street Journal, The New York Times Literary Supplement, The New Republic, Royal Academy Magazine, Far Eastern Economic Review, Calliope; e nos espaços editoriais online da BBC. Ela participou da série "Em Busca de..." da A&E ("A Cidade Proibida"). Em janeiro de 2012, a nova plataforma educacional The Faculty Project anunciou que Crossley produziria um curso em vídeo sobre a China Moderna para seu site. Excepcionalmente, Crossley mantém uma página de errata para suas publicações, incluindo trocas com tradutores.